# Shelley (Idaho)
Shelley is een plaats (city) in de Amerikaanse staat Idaho, en valt bestuurlijk gezien onder Bingham County.

## Demografie
Bij de volkstelling in 2000 werd het aantal inwoners vastgesteld op 3813.
In 2006 is het aantal inwoners door het United States Census Bureau geschat op 4195, een stijging van 382 (10,0%).

## Geografie
Volgens het United States Census Bureau beslaat de plaats een oppervlakte van
3,4 km², geheel bestaande uit land.

## Plaatsen in de nabije omgeving
De onderstaande figuur toont nabijgelegen plaatsen in een straal van 28 km rond Shelley.